# Hereford

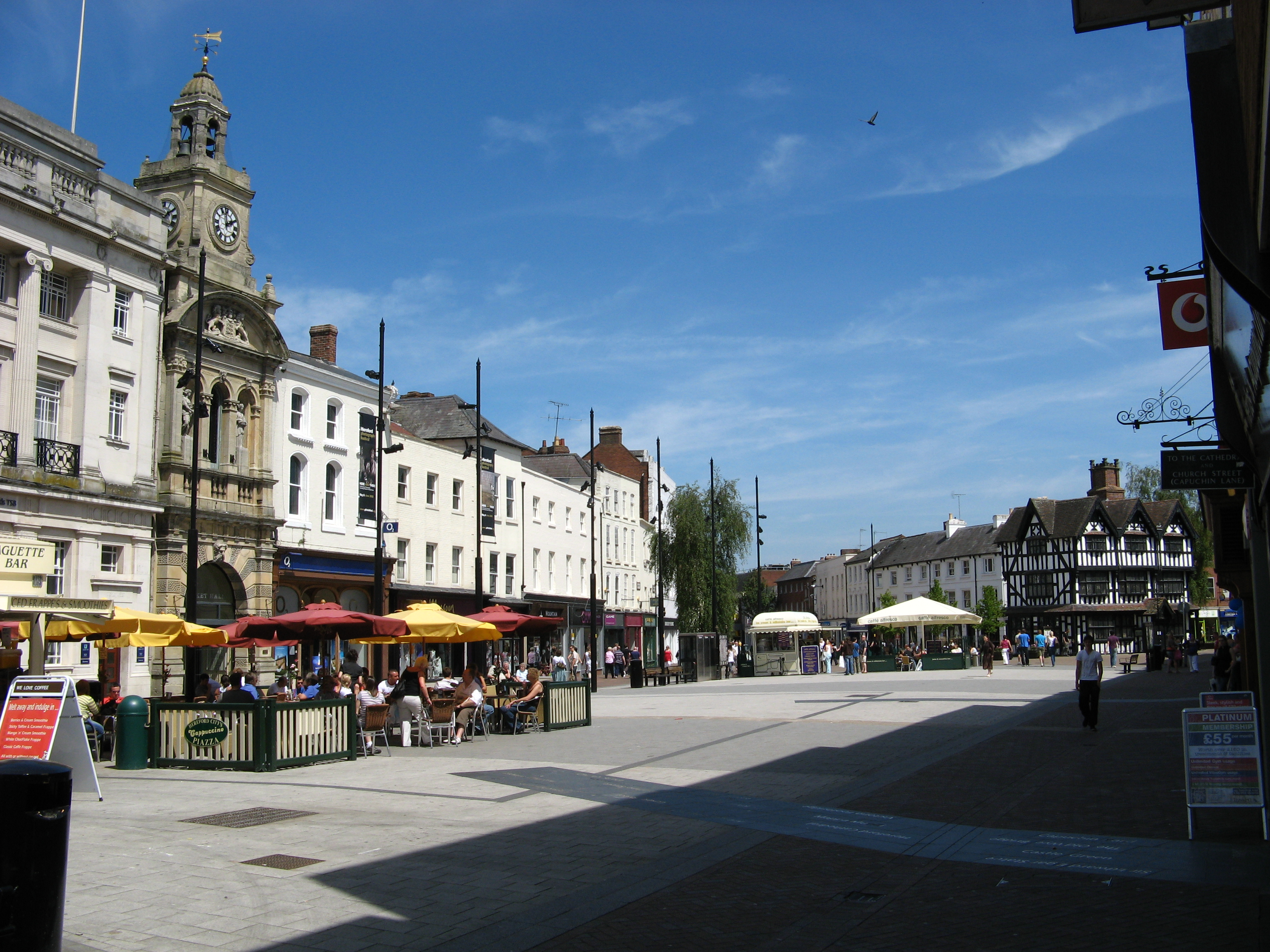
Fußgängerzone mit dem alten Haus (erbaut 1621) auf der rechten Seite

Hereford [ˈherifəd] (walisisch Henffordd) ist eine Stadt im Westen Englands, nahe der Grenze zu Wales. Hereford ist der Verwaltungssitz der selbständigen Verwaltungseinheit (Unitary Authority) Herefordshire sowie Bischofssitz der anglikanischen Diözese Hereford. Von 1974 bis 1998 gehörte die Stadt zur nunmehr aufgelösten Grafschaft Hereford and Worcester.

## Lage
Hereford liegt nördlich des River Wye, der dort eine Schleife bildet. Im Osten wird die Stadt zudem vom River Lugg durchflossen. Hereford befindet sich etwa 38 Kilometer nordwestlich von Gloucester und 37 Kilometer südwestlich von Worcester.

## Wirtschaft
Die Gegend um Hereford ist landwirtschaftlich geprägt, unter anderem werden Geflügelteile verarbeitet und Rinderzucht betrieben, weshalb „Hereford“ auch die Kurzbezeichnung für das Hereford-Rind ist.
Außerdem werden dort Äpfel kultiviert und zu Cider verarbeitet. In Hereford ist das Unternehmen H. P. Bulmer ansässig, einer der größten Cider-Produzenten Großbritanniens. 
Daneben gibt es ein Werk zur Herstellung von Nickelbasislegierungen, das der Special Metals Corporation gehört.

## Sonstiges
Da nahe Hereford der britische Special Air Service (SAS) (vergleichbar mit dem deutschen Kommando Spezialkräfte) stationiert ist, wird Hereford oftmals, vor allem im Militärjargon, stellvertretend für den SAS verwendet. 
Zu den Sehenswürdigkeiten Herefords gehört das Cider Museum und die 1079 erbaute Hereford Cathedral, in der die Hereford-Karte aufbewahrt wird, eine mittelalterliche Weltkarte.

## Partnerstädte
Hereford ist seit 1989 mit Dillenburg (Hessen) partnerschaftlich verbunden. 
Eine weitere Städtepartnerschaft besteht seit 1994 mit dem französischen Vierzon.

## Politik

### Stadtrat
- Greens: 9
- Labour: 1
- LibDem: 12
- Cons.: 21
- Unabh.: 8
- Sonst.: 2

## Persönlichkeiten
- Edward William Lane (1801–1876), britischer Orientalist
- John Riseley-Prichard (1924–1993), Autorennfahrer
- Mike Osborne (1941–2007), Jazzmusiker
- Mick Ralphs (1944–2025), Rockmusiker
- Frank Oz (* 1944), Schauspieler, Puppenspieler, Regisseur
- Pete Farndon (1952–1983), Rockmusiker
- Michael Park (1966–2005), Rallye-Copilot
- Ellie Goulding (* 1986), Singer-Songwriterin
- Matt Milne (* 1990), Schauspieler und Filmregisseur
- Connor Wickham (* 1993), Fußballspieler
- Simon Carr (* 1998), Radrennfahrer